# Dan Turpin
Daniel "Terribile" Turpin è un personaggio comparente nei fumetti pubblicati dalla DC Comics. Comparve per la prima volta come Brooklyn (siccome è nato a New York City) in Detective Comics n. 64 (giugno 1942), e comparve come Dan Turpin in Nuovi Dei n. 5 (novembre 1971).

## Storia di pubblicazione
A causa del recente retcon, Dan Turpin divenne la versione adulta del personaggio Brooklyn della "kid-gang" Boy Commandos della Golden Age di Jack Kirby.

## Biografia del personaggio
Nella prima comparsa di Turpin, egli è uno dei pochi cittadini di Metropolis consci di una guerra segreta in atto nella città tra esseri super potenti. Quando questa guerra si fece violenta, il capo di Turpin cercò di togliergli il caso, ma Turpin lo ignorò. Turpin guidò un combattimento contro Kalibak, utilizzando l'intera energia della città per assistere Lightray e Orion e aiutarli a sconfiggerlo. Turpin subì numerose ferite, ma sopravvisse.
Mantenne il suo lavoro e divenne Tenente Ispettore dell'Unità Crimini Speciali di Metropolis. Nella terza serie di Superboy, Turpin fu inviato alle Hawaii per investigare se avevano bisogno o meno di un'Unità come la sua tutta per loro. Mentre inizialmente fu scettico al riguardo, una visita della violenta fazione di Darkseid, le Furie Femminili, lo convinse che l'isola necessitava di tale forza di polizia. Nel fumetto di Superman corrente, Turpin è estremamente leale all'Ispettore Sawyer, prima che questa venisse trasferita a Gotham City. I suoi interessi romantici nei confronti del suo superiore caddero quando seppe che era lesbica. Turpin ha una figlia di nome Maisie.
Passò molto tempo a sventare minacce a Metropolis; come lo scatenato gruppo di mutanti chiamati "Sottomondo".

### Stato corrente
Turpin ritornò in Crisi finale n. 1 (maggio 2008). Fu richiamato in servizio dalla pensione per investigare su un caso di bambini scomparsi; tutto ciò si evolse in investigazioni sulla morte del Nuovo Dio Orion. Orion passò numerose frasi criptate a Turpin, dicendogli che "È in tutti voi!" prima di morire.
Nel secondo numero, seguì le tracce fornitegli da Renee Montoya e dal Cappellaio Matto, investigando sul Dark Side Club e viaggiando fino alla città devastata di Blüdhaven. Qui si incontrò con il Reverendo Good, e cominciò a rendersi conto che "c'è qualcuno nella mia testa.
Nel quarto numero, Turpin, dopo molto stress interiore, fu tramutato nel nuovo corpo ospite di Darkseid; successivamente proprio Darkseid rivelò che scelse Turpin al posto di Batman come ospite poiché Batman avrebbe resistito molto più a lungo di quanto lui desiderava, mentre Turpin lottò giusto il tempo necessario di rendere la vittoria più dolce.
Nel sesto numero, Batman utilizzò una pistola caricata a pallottole di Radio, elemento velenoso per i Nuovi Dei, per sparare a Darkseid alla spalla. Barry Allen e Wally West riuscirono a sorpassare Black Racer - correntemente dopo Barry - così che potesse affrontare l'allora indebolito Darkseid durante un combattimento con Superman. Dopo che Darkseid fu reclamato da Black Racer, Turpin ritornò alla normalità e riottenne il controllo sul suo corpo, respirando "In noi...in tutti noi..." in apparente comprensione del significato delle ultime parole di Orion.

## Altre versioni
- In Superman: The Dark Side, una realtà alternativa in cui la navicella spaziale che conteneva Superman si schiantò su Apokolips e il piccolo Superman fu cresciuto da Darkseid, Turpin è un membro dell'Unità Crimini Speciali di Metropolis, che salutò Superman quando giunse sulla Terra da Apokolips.
- In Superman's Metropolis, una realtà alternativa in cui Clarc Kent-son è il figlio adottivo di Jon-Kent e Marta, i fondatori di Metropolis, e governano una città distopica, Turpin fu tra i gli operai di basso rango che furono parte dei lavoratori rivoluzionari di Lois.
- In Elseworld Finest, l'Ispettore Turpin è un detective di Metropolis che viene spesso in contatto con il reporter Clark Kent.
- Turpin comparve nel fumetto Smallville: Season Eleven, ispirato alla serie televisiva Smallville.
- Turpin comparve nel fumetto prequel di Injustice 2. Dopo la sconfitta di Superman, Turpin divenne il direttore del carcere dove l'ex eroe fu tenuto[4].

## Altri media

### Televisione
- Nella serie animata Superman, Turpin fu disegnato con una fortissima somiglianza a Jack Kirby[5] dove viene ucciso a sangue freddo dal malvagio Darkseid con i suoi raggi omega nella seconda parte dell'episodio Apokolips... Now. Il personaggio è doppiato in originale dall'attore Joseph Bologna.
- Nell'episodio A prova di proiettile, della serie televisiva Smallville, l'attore David Paetkau interpreta il novello agente della polizia di Metropolis Daniel Turpin.

### Film
- Dan Turpin ebbe un cameo nel film animato del 2013 Superman: Unbound. Comparve come uno dei poliziotti che cercarono di salvare Lois Lane dal rapimento da parte dei terroristi. In questa versione, somiglia molto alla sua controparte della serie animata Le Avventure di Superman.
- Dan Turpin compare nel film animato The Death of Superman doppiato in originale dall'attore Rick Pasqualone.

### Graphic audio
- L'Ispettore Turpin comparve anche nella produzione audiografica di Superman: The Never Ending Battle.